# The Best of Both Worlds (álbum de R. Kelly & Jay-Z)
| Críticas profissionais | Críticas profissionais |
| Avaliações da crítica  | Avaliações da crítica  |
| Fonte                  | Avaliação              |
| ---------------------- | ---------------------- |
| Allmusic               | [ 1 ]                  |
| Entertainment Weekly   | C+                     |
| Robert Christgau       | [ 3 ]                  |
| Rolling Stone          | [ 4 ]                  |
| USA Today              | [ 5 ]                  |

The Best of Both Worlds é um álbum colaborativo dos cantores de R&B e hip hop R. Kelly e Jay-Z. O álbum vendeu 285 mil cópias na primeira semana nos Estados Unidos, estreando na segunda posição na Billboard 200. O disco recebeu críticas mistas, em sua maioria negativas dos críticos de música. O álbum foi certificado como disco de platina por vender mais de um milhão de cópias no seu país de origem.

## Faixas
| N.º | Título                              | Produtor(es)            | Duração |  |
| 1.  | "The Best of Both Worlds"           | Megahertz               | 3:12    |  |
| 2.  | "Take You Home with Me a.k.a. Body" | R. Kelly, Poke and Tone | 3:35    |  |
| 3.  | "Break Up to Make Up"               | R. Kelly, Poke and Tone | 4:08    |  |
| 4.  | "It Ain't Personal"                 | R. Kelly, Poke and Tone | 4:24    |  |
| 5.  | "The Streets"                       | R. Kelly                | 4:34    |  |
| 6.  | "Green Light" (com Beanie Sigel)    | R. Kelly, Tone (co.)    | 2:48    |  |
| 7.  | "Naked" (R. Kelly solo)             | R. Kelly                | 3:08    |  |
| 8.  | "Shake Ya Body" (com Lil' Kim)      | R. Kelly, Poke and Tone | 3:19    |  |
| 9.  | "Somebody's Girl"                   | R. Kelly, Poke and Tone | 3:41    |  |
| 10. | "Get This Money"                    | R. Kelly, Tone (co.)    | 3:04    |  |
| 11. | "Shorty"                            | R. Kelly, Poke and Tone | 4:10    |  |
| 12. | "Honey" (com the Bee Gees)          | R. Kelly, Poke and Tone | 4:02    |  |
| 13. | "Pussy" (com Devin the Dude)        | Charlemagne             | 4:50    |  |

## Desempenho nas paradas
| Paradas (2002)                          | Melhor posição |
| --------------------------------------- | -------------- |
| Alemanha (Offizielle Deutsche Charts)   | 22             |
| Austrália (ARIA)                        | 100            |
| Áustria (Ö3 Austria Top 40)             | 73             |
| Canadá (Billboard)                      | 19             |
| Estados Unidos (Billboard 200)          | 2              |
| Estados Unidos (Top R&B/Hip Hop Albums) | 1              |
| França (SNEP)                           | 20             |
| Países Baixos (Dutch Charts)            | 12             |
| Reino Unido (UK Albums Chart)           | 37             |
| Suécia (Sverigetopplistan)              | 42             |

## Certificações
| Estados Unidos (RIAA) | Platina | 14 de Maio de 2002 | 1,200,00* |
| *número de vendas baseado na certificação ^ figuras embarques com base apenas na certificação ºnúmeros não especificados baseando-se apenas na certificação |         |                    |           |